# Gare d'Amherst
Pour les articles homonymes, voir Amherst.
La  gare d'Amherst est une gare ferroviaire canadienne. Elle est située sur le territoire de la ville d'Amherst dans le comté de Cumberland en Nouvelle-Écosse.
La première gare d'Amherst est mise en service en 1872 par le Chemin de fer Intercolonial. Le bâtiment existant est ouvert en 1908, il est reconnu gare ferroviaire patrimoniale du Canada en 1992.
Halte voyageurs de Via Rail Canada, elle est desservie par le train l'Océan.

## Histoire
La première gare d'Amherst est mise en service le 9 novembre 1872 par le Chemin de fer Intercolonial, lorsqu'il ouvre à l'exploitation la section de Truro à Amherst de sa ligne.
Le bâtiment de la gare d'Amherst est construit de 1907 à 1908 par le Chemin de fer Intercolonial (ICR).
Le bâtiment voyageurs est fermé au service ferroviaire.

## Service des voyageurs

### Accueil
C'est une halte sans personnel avec un quai.

### Desserte
Amherst est desservie uniquement à la demande des voyageurs par le train l'Océan.

## Patrimoine ferroviaire
Son ancien bâtiment voyageurs est reconnu gare ferroviaire patrimoniale du Canada le 1er novembre 1992